# Trimipramine
Trimipramine, được bán dưới tên thương hiệu Surmontil và các thương hiệu khác, là một thuốc chống trầm cảm ba vòng (TCA) được sử dụng để điều trị trầm cảm. Nó cũng đã được sử dụng cho tác dụng an thần, thuốc giải lo âu và chống loạn thần yếu trong điều trị chứng mất ngủ, rối loạn lo âu và rối loạn tâm thần. Thuốc được mô tả là TCA không điển hình hoặc "thế hệ thứ hai" bởi vì, không giống như các TCA khác, nó dường như là một chất ức chế tái hấp thu monoamin khá yếu. Tương tự như các TCA khác, tuy nhiên, trimipramine không có hoạt tính kháng histamine, antiserotonergic, antiadrenergic, antidopaminergic và anticholinergic.

## Sử dụng trong y tế
Sử dụng chính của Trimipramine trong y học là trong điều trị rối loạn trầm cảm chủ yếu, đặc biệt khi thuốc an thần là hữu ích do tác dụng an thần nổi bật của nó. Thuốc cũng là một giải lo âu hiệu quả, và có thể được sử dụng trong điều trị lo âu. Ngoài trầm cảm và lo lắng, trimipramine có hiệu quả trong điều trị chứng mất ngủ, và không giống như hầu hết các thuốc ngủ khác, không làm thay đổi cấu trúc giấc ngủ bình thường. Đặc biệt, nó không ức chế giấc ngủ REM và giấc mơ được cho là "tươi sáng" trong quá trình điều trị. Trimipramine cũng có một số tác dụng chống loạn thần yếu với hồ sơ hoạt động được mô tả tương tự như clozapine, và có thể hữu ích trong điều trị các triệu chứng loạn thần như trầm cảm ảo giác hoặc tâm thần phân liệt.
Liều dùng hiệu quả của trimipramine trong điều trị trầm cảm là 150 đến 300 mg/ngày.